# Günther Boehnert
Günther Georg Adalbert Boehnert, auch Böhnert (* 23. Oktober 1903 in Danzig; † 24. Juli 1981 in Köln) war ein deutscher Theaterschauspieler und Regisseur.

## Leben
Boehnert besuchte von 1925 bis 1926 die Theaterschule des Deutschen Theaters in Berlin unter Max Reinhardt und war danach als Schauspieler am Alten Theater in Leipzig tätig. 1928 wechselte er für vier Jahre an das Stadttheater nach Halle (Saale). In dieser Zeit trat er zum 1. Februar 1932 der NSDAP bei (Mitgliedsnummer 950.342) und ging dann als Oberspielleiter an die Leipziger Kammerspiele. Von 1935 bis 1938 arbeitete Boehnert für den Reichssender Leipzig als Spielleiter und stellvertretender Abteilungsleiter.  Daneben war er seit Januar 1936 für die Hitler-Jugend tätig.
1936 schrieb er gemeinsam mit Franz Kröger: Peter Squenz. Ein Rüpelspiel. Sehr frei nach Shakespeare und Gryphius, das als Heft 7 in der Reihe Spiele der deutschen Jugend von der Reichsjugendführung (RJF) der NSDAP in Leipzig herausgegeben wurde. 1937 gehörte er zu den Akteuren des ersten Reichstheatertages der Hitler-Jugend.
1938 wurde Boehnert Abteilungsleiter in der Hauptabteilung Darstellende Kunst im Kulturamt der RJF und übernahm im November 1938 zusätzlich die Führung der Rundfunkspielschar am Deutschlandsender. Im Auftrag des Reichsministeriums für Volksaufklärung und Propaganda gab er beispielsweise 1939 ein Gutachten über das vom Danner-Verlag zur Genehmigung vorgelegte Theaterstück Die eingebildete Kranke von Will Reeg ab, das aufgrund der im Stück gezeigten Darstellung des BDMs, wie auch andere Stücke des Danner-Verlags, negativ ausfiel.
Im Januar 1939 wurde er Hauptabteilungsleiter mit der Abteilung Darstellende Kunst (mit den Referaten Theater, Freilichtspiel, Laienspiel, Puppenspiel, Kultur- und Spielfilm, Künstlerischer Tanz und der Abteilung Dramaturgie der Arbeitsgemeinschaft „Junges Schaffen“) des Kulturamtes der RJF. Er führte als Referent im Presse- und Propagandaamt der RJF u. a. Regie über drei Propagandafilme der Hitler-Jugend, die vor allem für deren Kriegseinsatz warben. Bei Ausbruch des Zweiten Weltkrieges wurde er für den Kriegseinsatz an der Front unabkömmlich gestellt und übernahm im November 1939 zugleich das Amt des Verbindungsführers zwischen Hitler-Jugend und Reichstheaterkammer und zur Reichsfilmkammer. Zusätzlich wurde er zum Reichsfilmdramaturgen der NSDAP ernannt.
Im Juni 1940 meldete er sich freiwillig zur Waffen-SS und kam zur SS-Division Das Reich. Ab September 1940 wurde er in die Leibstandarte SS Adolf Hitler versetzt. Hier wurde er einen Monat später Zugführer. U. a. mit einer Kriegsberichterabteilung nahm er am Balkan- und Russlandfeldzug teil. Im Rang eines SS-Obersturmführers wurde er ab November 1942 als stellvertretender Gruppenführer Rundfunk an die Propagandaleitung nach Frankreich abkommandiert. Anfang 1943 kehrte er zur SS-Leibstandarte zurück und wechselte 1944 in die SS-Standarte Kurt Eggers.
Nach Ende des Krieges wurde er wieder als Schauspieler aktiv, so 1948 am Landestheater Detmold, wo er als vielfach verwendbar und hochtalentiert bezeichnet wurde und u. a. die Rolle als Hektor in Der Trojanische Krieg findet nicht statt verkörperte. Sein eigentliches Spielfach waren die Bonvivant-Rollen als Higgins oder als Frauenarzt Dr. Prätorius. 1958 trat er dort beispielsweise auch im Brecht-Schauspiel Der kaukasische Kreidekreis als schlauer Dorfschreiber Azdak auf.

## Werke (Auswahl)

### Regisseur folgender Dokumentarfilme
- Die Erde ruft. Ein Film vom Landdienst der Hitler-Jugend. Deutsche Film-Herstellungs- und Verwertungs-GmbH, 1940 (Länge: 19 min)
- Einsatz der Jugend, 1939 (Länge: 20 min)
- Kriegseinsatz der Jugend, 1940 (Länge: 591 m)

### Publikationen
- Die Grenzlandspielschar ruft! In: Die Spielschar, Berlin 1937, S. 325.
- Bühne und Film: Capriccio! In: Wille und Macht 6 (1938), S. 36–38.
- Richtig sprechen – auch auf der Laienbühne. In: Die Spielschar, Berlin 1938, S. 446.
- Hans Baumanns Passauer Nibelungenspiel. In: Wille und Macht–Führungsorgan der nationalsozialistischen Jugend, 2. Halbjahr 1939, S. 15–19.
- Ist das deutscher Humor? In: Filmpropaganda. Nachrichtenblatt der NSDAP, Gaufilmstelle Sachsen 4 (1939), H. 1, Januar 1939, S. 6–8.
- Leitsätze zum Spiel. In: Die Spielschar, Berlin 1939, S. 227.
- Zur politischen Satire. In: Die Spielschar, Berlin 1940, S. 30.
- Vom Gebrauch der deutschen Sprache. Die Spielschar XI, 7/8.

### Vorträge
- Neue Erziehung für die Bühnenberufe, Vortrag auf dem Reichstheatertag, 1937.